# Borrell II van Barcelona
Borrell II van Barcelona (circa 920 - 992) was van 947 tot aan zijn dood graaf van Barcelona, Girona en Osona en van 948 tot aan zijn dood graaf van Urgell. Hij behoorde tot het huis Barcelona.

## Levensloop
Borrell II was een zoon van graaf Sunifried I van Barcelona uit diens huwelijk met Richildis, dochter van graaf Ermengard van Rouergue. Nadat zijn vader zich in 947 had teruggetrokken in een klooster, erfde hij samen met zijn jongere broer Miro de graafschappen Barcelona, Girona en Osona. Een jaar later, in 948, erfden de broers na de dood van hun oom Sunifried II tevens het graafschap Urgell. Vanaf 966, het jaar dat Miro stierf, bestuurde Borrell II Barcelona alleen.
Omdat de macht van de West-Frankische koningen in de Spaanse Mark aan het afbrokkelen was, probeerde Borrell II zijn positie te verstevigen door verdragen te sluiten met het kalifaat Córdoba, wat niet verhinderde dat Barcelona in 985 verwoest werd door de troepen van al-Mansur.
Om zich te beschermen tegen de dreiging van de Moren riep Borrell in 985 de militaire hulp in van zijn leenheer Lotharius van Frankrijk, die zich voorbereidde op een veldtocht in de Spaanse Mark, maar in het voorjaar van 986 stierf. Diens opvolger Lodewijk V hield zich afzijdig bij de zaak. Nadat Hugo Capet in 987 was aangetreden als koning, stuurde Borrell II opnieuw een hulpverzoek. Hugo Capet beloofde dat hij een veldtocht naar het zuiden zou organiseren, op voorwaarde dat Borrell hem huldigde als leenheer van zijn gebieden. Het is niet duidelijk of er effectief een veldtocht of huldiging kwam, maar in ieder geval was het laatste keer dat een Catalaanse graaf de ondersteuning van een Franse koning vroeg. Borrell II en zijn opvolgers heersten voortaan los van de koninklijke autoriteit, die in de beginperiode van het huis Capet enkel tot aan de Loire gehandhaafd werd. Hierdoor wordt het jaar 986 weleens beschouwd als datum van de feitelijke onafhankelijkheid van Catalonië.
Borrell stierf in 992. Zijn rijk werd verdeeld tussen zijn zonen Raymond Borrell, die Barcelona erfde, en Ermengol I, die zijn vader opvolgde als graaf van Urgell.

## Huwelijk en nakomelingen
Borrell II huwde omstreeks 968 met ene Leodgard, met wie zeker vijf kinderen kreeg:
- een dochter (overleden omstreeks 969)
- Raymond Borrell (972-1017), graaf van Barcelona
- Ermengol I (973/977-1010), graaf van Urgell
- Ermengarde (overleden na 1029), huwde met burggraaf Geribert van Barcelona
- Richildis (overleden na 1041), huwde met burggraaf Udalard van Barcelona

- Catàleg d'autoritats de noms i títols de Catalunya: 981058511903906706
- Virtual International Authority File: 305866043